# Liga EBA 2018-19
La Liga EBA 2018-19 fue la 25.ª edición de la cuarta categoría del baloncesto español. La temporada comenzó en septiembre de 2018 y acabó en mayo de 2019 con las eliminatorias de ascenso a LEB Plata.

## Formato
Los equipos fueron divididos, según su proximidad geográfica, en cinco conferencias, cada una de ellas formada por uno o dos grupos:
- Conferencia A: 2 grupos de 14 equipos (A-A y A-B) de Galicia, Asturias, Cantabria, Castilla y León, Navarra, La Rioja y País Vasco
- Conferencia B: 1 grupo de 16 de Canarias, Castilla-La Mancha y  Comunidad de Madrid
- Conferencia C: 2 grupos de 14 equipos (C-A y C-B) de Aragón, Cataluña e Islas Baleares
- Conferencia D: 2 grupos de 10 equipos (D-A y D-B) de Andalucía, Extremadura, Ceuta y Melilla
- Conferencia E: 1 grupo de 8 equipos (E-A) y otro de 7 equipos (E-B) de la Comunidad Valenciana y Región de Murcia

### Fase de ascenso
Los tres equipos mejor clasificados de cada conferencia y el cuarto del conferencia A (conferencia con el campeón de la temporada anterior) jugaron la fase final de ascenso. 
Los 16 equipos clasificados se distribuyeron en dos grupos y cuatro subgrupos de esta forma:
| Grupo A    | Grupo A    | Grupo B    | Grupo B    |
| Subgrupo 1 | Subgrupo 2 | Subgrupo 3 | Subgrupo 4 |
| ---------- | ---------- | ---------- | ---------- |
| 1A         | 1B         | 1C         | 1D         |
| 2B         | 2C         | 2A         | 1E         |
| 2D         | 2E         | 3B         | 3A         |
| 3E         | 4A         | 3D         | 3C         |

En cada subgrupo jugaron todos contra todos a una sola vuelta (tres jornadas), de jueves a sábado. Ascenderían a  LEB Plata los cuatro campeones de los subgrupos y los dos vencedores de las eliminatorias a jugar el domingo por la mañana entre los segundos clasificados de los subgrupos.

### Descensos
| Conferencia | Equipos | Definición de los descendidos |
| ----------- | ------- | --- |
| A           | 7       | - 12.º-14.º del grupo A-A - 12.º-14.º del grupo A-B - El peor 11.º                                                                      |
| B           | 4       | - 13.º-16.º de la Conferencia B |
| C           | 4       | - 14.º del grupo C-A - 14.º del grupo C-B - El perdedor eliminatoria 12.º C-A y 13.º C-B - El perdedor eliminatoria 12.º C-B y 13.º C-A |
| D           | 3       | - 8.º-10.º del grupo D Permanencia |
| E           | 3       | - 5.º-7.º del grupo E Permanencia |

## Liga regular

### Conferencia A

#### Grupo A-A
| | Equipo                     | J  | G  | P  | PF   | PC   | DP   | Puntos |
| --- | -------------------------- | -- | -- | -- | ---- | ---- | ---- | ------ |
| 1 | Megacalzado Ardoi          | 26 | 24 | 2  | 2244 | 1972 | 272  | 50     |
| 2 | UBU Tizona                 | 26 | 23 | 3  | 2252 | 1861 | 391  | 49     |
| 3 | Pas Piélagos               | 26 | 21 | 5  | 2328 | 2019 | 309  | 47     |
| 4 | Gallofa                    | 26 | 18 | 8  | 2104 | 1937 | 167  | 44     |
| 5 | Mondragon Unibersitatea    | 26 | 16 | 10 | 2111 | 2018 | 93   | 42     |
| 6 | CB Valle de Egüés          | 26 | 15 | 11 | 1983 | 1876 | 107  | 41     |
| 7 | Nissan Grupo de Santiago   | 26 | 14 | 12 | 2197 | 2178 | 19   | 40     |
| 8 | CB Santurtzi SK            | 26 | 11 | 15 | 1802 | 1881 | -79  | 37     |
| 9 | Easo Loquillo              | 26 | 10 | 16 | 1733 | 1940 | -207 | 36     |
| 10 | CB La Flecha               | 26 | 9  | 17 | 1962 | 2052 | -90  | 35     |
| 11 | Goierri - Iparragirre 2020 | 26 | 7  | 19 | 1920 | 2272 | -352 | 33     |
| 12 | Universidad de Valladolid  | 26 | 6  | 20 | 1922 | 2101 | -179 | 32     |
| 13 | CB Solares                 | 26 | 5  | 21 | 1896 | 2093 | -197 | 31     |
| 14 | Ordizia-Basoa Banaketak    | 26 | 3  | 23 | 1749 | 2003 | -254 | 29     |
| Fuente: Federación Española de Baloncesto: Clasificación de la Liga EBA - Grupo A-A; actualización automática |                            |    |    |    |      |      |      |        |

#### Grupo A-B
| | Equipo                                         | J  | G  | P  | PF   | PC   | DP   | Puntos |
| --- | ---------------------------------------------- | -- | -- | -- | ---- | ---- | ---- | ------ |
| 1 | Bierzo Fitness Dentomedic Ciudad de Ponferrada | 26 | 20 | 6  | 2276 | 1919 | 357  | 46     |
| 2 | Ucoga Seguros CB Chantada                      | 26 | 18 | 8  | 1912 | 1667 | 245  | 44     |
| 3 | Innova Chef                                    | 26 | 18 | 8  | 2030 | 1912 | 118  | 44     |
| 4 | Huniko Gijón Basket                            | 26 | 17 | 9  | 2033 | 1793 | 240  | 43     |
| 5 | KFC-Culle                                      | 26 | 17 | 9  | 1935 | 1795 | 140  | 43     |
| 6 | ULE Iriego - Basket León                       | 26 | 15 | 11 | 2052 | 1856 | 196  | 41     |
| 7 | Estudiantes Lugo Leyma Natura                  | 26 | 14 | 12 | 2010 | 2087 | -77  | 40     |
| 8 | Aquimisa Carbajosa                             | 26 | 14 | 12 | 1956 | 1906 | 50   | 40     |
| 9 | Porriño Baloncesto Base                        | 26 | 12 | 14 | 1837 | 1974 | -137 | 38     |
| 10 | Liberbank Oviedo Baloncesto B                  | 26 | 11 | 15 | 1748 | 1878 | -130 | 37     |
| 11 | Santo Domingo Betanzos                         | 26 | 11 | 15 | 1981 | 1958 | 23   | 37     |
| 12 | Baloncesto Narón                               | 26 | 9  | 17 | 1816 | 1967 | -151 | 35     |
| 13 | Instituto Rosalía de Castro                    | 26 | 5  | 21 | 1658 | 1987 | -329 | 31     |
| 14 | Agustinos Leclerc                              | 26 | 1  | 25 | 1608 | 2153 | -545 | 27     |
| Fuente: Federación Española de Baloncesto: Clasificación de la Liga EBA - Grupo A-B; actualización automática |                                                |    |    |    |      |      |      |        |

#### Finales

##### Playoff para los primeros
| Equipo 1          | Resultado | Equipo 2                          |
| ----------------- | --------- | --------------------------------- |
| Megacalzado Ardoi | 93-95     | Bierzo F. D. Ciudad de Ponferrada |

#### Participantes a la Fase final de la conferencia A
Se clasifican 4 equipos para disputar la Fase de Ascenso a Liga LEB Plata.
| Bandera de Castilla y León                     | Bandera de Navarra     | Bandera de Castilla y León | Bandera de Galicia        |
| Bierzo Fitness Dentomedic Ciudad de Ponferrada | Megacalzado Ardoi      | UBU Tizona                 | Ucoga Seguros CB Chantada |
| Clasificado como 1.º A                         | Clasificado como 2.º A | Clasificado como 3.º A     | Clasificado como 4.º A    |
| ---------------------------------------------- | ---------------------- | -------------------------- | ------------------------- |

### Conferencia B
| | Equipo                        | J  | G  | P  | PF   | PC   | DP   | Puntos |
| --- | ----------------------------- | -- | -- | -- | ---- | ---- | ---- | ------ |
| 1 | Gran Canaria B                | 30 | 24 | 6  | 2518 | 2142 | 376  | 54     |
| 2 | Real Madrid B                 | 30 | 24 | 6  | 2653 | 2217 | 436  | 54     |
| 3 | NCS Alcobendas                | 30 | 22 | 8  | 2394 | 2180 | 214  | 52     |
| 4 | Movistar Estudiantes B        | 30 | 21 | 9  | 2205 | 2037 | 168  | 51     |
| 5 | Náutico Tenerife              | 30 | 20 | 10 | 2433 | 2237 | 196  | 50     |
| 6 | Estudio                       | 30 | 16 | 14 | 2603 | 2627 | -24  | 46     |
| 7 | Lujisa Guadalajara Basket     | 30 | 16 | 14 | 2148 | 2213 | -65  | 46     |
| 8 | Globalcaja Quintanar          | 30 | 16 | 14 | 2284 | 2259 | 25   | 46     |
| 9 | Uros de Rivas Bon Lar         | 30 | 15 | 15 | 2376 | 2306 | 70   | 45     |
| 10 | Zentro Basket Madrid          | 30 | 13 | 17 | 2530 | 2580 | -50  | 43     |
| 11 | Aloe Plus Lanzarote Conejeros | 30 | 11 | 19 | 2279 | 2356 | -77  | 41     |
| 12 | CB Pozuelo Arrabe Asesores    | 30 | 11 | 19 | 2268 | 2417 | -149 | 41     |
| 13 | Autocares Rodríguez Daimiel   | 30 | 9  | 21 | 2217 | 2461 | -244 | 39     |
| 14 | Club Baloncesto Aridane       | 30 | 9  | 21 | 2464 | 2618 | -154 | 39     |
| 15 | Novum Energy Liceo Francés    | 30 | 7  | 23 | 2144 | 2521 | -377 | 37     |
| 16 | Eurocolegio Casvi             | 30 | 6  | 24 | 2107 | 2452 | -345 | 36     |
| Fuente: Federación Española de Baloncesto: Clasificación de la Liga EBA - Grupo B; actualización automática |                               |    |    |    |      |      |      |        |

#### Participantes a la Fase final de la conferencia B
Se clasificaron 3 equipos para disputar la Fase de Ascenso a Liga LEB Plata.
| Bandera de Canarias    | Bandera de la Comunidad de Madrid | Bandera de la Comunidad de Madrid |
| Gran Canaria B         | NCS Alcobendas                    | Movistar Estudiantes B            |
| Clasificado como 1.º B | Clasificado como 2.º B            | Clasificado como 3.º B            |
| ---------------------- | --------------------------------- | --------------------------------- |

### Conferencia C

#### Grupo C-A
| | Equipo                  | J  | G  | P  | PF   | PC   | DP   | Puntos |
| --- | ----------------------- | -- | -- | -- | ---- | ---- | ---- | ------ |
| 1 | Ibersol CB Tarragona    | 26 | 22 | 4  | 2018 | 1730 | 288  | 48     |
| 2 | Monbus CB Igualada      | 26 | 20 | 6  | 1966 | 1770 | 196  | 46     |
| 3 | CB Quart-Germans Cruz   | 26 | 20 | 6  | 1967 | 1696 | 271  | 46     |
| 4 | Mataró - Feimat         | 26 | 18 | 8  | 2000 | 1874 | 126  | 44     |
| 5 | Tenea - CB Esparreguera | 26 | 17 | 9  | 1951 | 1829 | 122  | 43     |
| 6 | Anagán Olivar           | 26 | 15 | 11 | 2046 | 1997 | 49   | 41     |
| 7 | CB Salou                | 26 | 13 | 13 | 1863 | 1905 | -42  | 39     |
| 8 | CB Martorell            | 26 | 12 | 14 | 1945 | 1916 | 29   | 38     |
| 9 | CB Cornellà             | 26 | 11 | 15 | 1879 | 1939 | -60  | 37     |
| 10 | Mataró Parc Boet        | 26 | 10 | 16 | 1884 | 2037 | -153 | 36     |
| 11 | CB Valls Nutrion        | 26 | 9  | 17 | 1788 | 1870 | -82  | 35     |
| 12 | Flanigan Calvià         | 26 | 8  | 18 | 1853 | 1994 | -141 | 34     |
| 13 | CB Salt                 | 26 | 4  | 22 | 1839 | 2129 | -290 | 30     |
| 14 | CB Castellbisbal        | 26 | 3  | 23 | 1684 | 1997 | -313 | 29     |
| Fuente: Federación Española de Baloncesto: Clasificación de la Liga EBA - Grupo C-A; actualización automática |                         |    |    |    |      |      |      |        |

#### Grupo C-B
| | Equipo                            | J  | G  | P  | PF   | PC   | DP   | Puntos |
| --- | --------------------------------- | -- | -- | -- | ---- | ---- | ---- | ------ |
| 1 | Ilerdauto Nissan Pardinyes Lleida | 26 | 21 | 5  | 2148 | 1869 | 279  | 47     |
| 2 | Oic Penta UB Sant Adrià           | 26 | 20 | 6  | 2124 | 1917 | 207  | 46     |
| 3 | Recambios Gaudí CB Mollet         | 26 | 19 | 7  | 2064 | 1825 | 239  | 45     |
| 4 | Alfindén CB                       | 26 | 14 | 12 | 1890 | 1958 | -68  | 40     |
| 5 | Arenys Bàsquet - Joventut         | 26 | 14 | 12 | 1908 | 1862 | 46   | 40     |
| 6 | BBA Castelldefels                 | 26 | 14 | 12 | 1804 | 1757 | 47   | 40     |
| 7 | BC Morabanc Andorra B             | 26 | 12 | 14 | 1974 | 2056 | -82  | 38     |
| 8 | Jac Sants                         | 26 | 12 | 14 | 1758 | 1756 | 2    | 38     |
| 9 | SESE                              | 26 | 11 | 15 | 1758 | 1890 | -132 | 37     |
| 10 | Palma Air Europa                  | 26 | 11 | 15 | 1885 | 1916 | -31  | 37     |
| 11 | Barberà Team Values               | 26 | 11 | 15 | 1841 | 1931 | -90  | 37     |
| 12 | FC Martinenc Bàsquet              | 26 | 10 | 16 | 1962 | 1960 | 2    | 36     |
| 13 | Coalci - CB Sant Josep            | 26 | 9  | 17 | 1927 | 2056 | -129 | 35     |
| 14 | Vive - El Masnou Basquetbol       | 26 | 4  | 22 | 1825 | 2115 | -290 | 30     |
| Fuente: Federación Española de Baloncesto: Clasificación de la Liga EBA - Grupo C-B; actualización automática |                                   |    |    |    |      |      |      |        |

#### Finales

##### Final Four
El campeón, subcampeón y tercer puesto se clasificarían para la Fase Final de ascenso a LEB Plata
|  | Semifinales                       | Semifinales                       |                        |    | Final | Final |
|  |                                   |                                   |                        |    |       |       |
|  |                                   |                                   |                        |    |       |       |
|  |                                   |                                   |                        |    |       |       |
|  | Ibersol CB Tarragona              | 88                                |                        |    |       |       |
|  | Ibersol CB Tarragona              | 88                                |                        |    |       |       |
|  | Oic Penta UB Sant Adrià           | 79                                |                        |    |       |       |
|  | Oic Penta UB Sant Adrià           | 79                                | Ibersol CB Tarragona   | 72 |       |       |
|  |                                   |                                   | Ibersol CB Tarragona   | 72 |       |       |
|  |                                   | Ilerdauto Nissan Pardinyes Lleida | 65                     |    |       |       |
|  | Ilerdauto Nissan Pardinyes Lleida | Ilerdauto Nissan Pardinyes Lleida | 65                     | 87 |       |       |
|  | Ilerdauto Nissan Pardinyes Lleida |                                   |                        | 87 |       |       |
|  | Monbus CB Igualada                | 84                                |                        |    |       |       |
|  | Monbus CB Igualada                | 84                                | Tercer y cuarto puesto |    |       |       |
|  |                                   |                                   |                        |    |       |       |
|  |                                   |                                   |                        |    |       |       |
|  |                                   |                                   |                        |    |       |       |
|  | Oic Penta UB Sant Adrià           | 80                                |                        |    |       |       |
|  | Oic Penta UB Sant Adrià           | 80                                |                        |    |       |       |
|  | Monbus CB Igualada                | 89                                |                        |    |       |       |

##### Playoffs de permanencia
Los vencedores permanecerían en la Liga EBA. 
| Equipo 1               | Agr.    | Equipo 2             | Ida   | Vuelta |
| ---------------------- | ------- | -------------------- | ----- | ------ |
| Coalci - CB Sant Josep | 120-133 | Flanigan Calvià      | 61-62 | 59-71  |
| CB Salt                | 140-161 | FC Martinenc Bàsquet | 70-74 | 70-87  |

#### Participantes a la Fase final de la conferencia C
Se clasificaron 3 equipos para disputar la Fase de Ascenso a Liga LEB Plata.
| Bandera de Cataluña    | Bandera de Cataluña               | Bandera de Cataluña    |
| Ibersol CB Tarragona   | Ilerdauto Nissan Pardinyes Lleida | Monbus CB Igualada     |
| Clasificado como 1.º C | Clasificado como 2.º C            | Clasificado como 3.º C |
| ---------------------- | --------------------------------- | ---------------------- |

### Conferencia D

#### Grupo D-A
| | Equipo                                     | J  | G  | P  | PF   | PC   | DP   | Puntos |
| --- | ------------------------------------------ | -- | -- | -- | ---- | ---- | ---- | ------ |
| 1 | CAM Enrique Soler                          | 18 | 14 | 4  | 1510 | 1363 | 147  | 32     |
| 2 | CB Marbella                                | 18 | 14 | 4  | 1311 | 1138 | 173  | 32     |
| 3 | Framasa Deportivo Coín                     | 18 | 13 | 5  | 1398 | 1319 | 79   | 31     |
| 4 | Jaén Paraíso Interior CB Andújar           | 18 | 9  | 9  | 1249 | 1250 | -1   | 27     |
| 5 | CB Cazorla Jaén Paraíso Interior           | 18 | 9  | 9  | 1390 | 1330 | 60   | 27     |
| 6 | Unicaja Andalucía B                        | 18 | 7  | 11 | 1346 | 1413 | -67  | 25     |
| 7 | Ecoculture CB Almería                      | 18 | 7  | 11 | 1358 | 1383 | -25  | 25     |
| 8 | CB Novaschool                              | 18 | 7  | 11 | 1285 | 1386 | -101 | 25     |
| 9 | Multiópticas Baza                          | 18 | 7  | 11 | 1319 | 1385 | -66  | 25     |
| 10 | Jaén Paraíso Interior CB Martos Montetucci | 18 | 3  | 15 | 1208 | 1407 | -199 | 21     |
| Fuente: Federación Española de Baloncesto: Clasificación de la Liga EBA - Grupo D-A; actualización automática |                                            |    |    |    |      |      |      |        |

#### Grupo D-B
| | Equipo                          | J  | G  | P  | PF   | PC   | DP   | Puntos |
| --- | ------------------------------- | -- | -- | -- | ---- | ---- | ---- | ------ |
| 1 | Enerdrink UDEA Algeciras        | 18 | 16 | 2  | 1509 | 1099 | 410  | 34     |
| 2 | Benahavís Costa del Sol         | 18 | 14 | 4  | 1378 | 1270 | 108  | 32     |
| 3 | Krypteia Capital Huelva         | 18 | 11 | 7  | 1312 | 1263 | 49   | 29     |
| 4 | Alba IBS Club Baloncesto Utrera | 18 | 10 | 8  | 1374 | 1255 | 119  | 28     |
| 5 | Oh!tels ULB                     | 18 | 10 | 8  | 1206 | 1285 | -79  | 28     |
| 6 | DKV San Fernando                | 18 | 10 | 8  | 1308 | 1252 | 56   | 28     |
| 7 | Muser Auto                      | 18 | 9  | 19 | 1353 | 1345 | 8    | 27     |
| 8 | Torta del Casar Extremadura B   | 18 | 5  | 13 | 1236 | 1425 | -189 | 23     |
| 9 | Real Betis Energía Plus B       | 18 | 3  | 15 | 1237 | 1390 | -153 | 21     |
| 10 | CB San Fernando                 | 18 | 2  | 16 | 1113 | 1442 | -329 | 20     |
| Fuente: Federación Española de Baloncesto: Clasificación de la Liga EBA - Grupo D-B; actualización automática |                                 |    |    |    |      |      |      |        |

#### Segunda fase

##### Grupo D Clasificación
| | Equipo                           | J  | G  | P  | PF   | PC   | DP   | Puntos |
| --- | -------------------------------- | -- | -- | -- | ---- | ---- | ---- | ------ |
| 1 | CAM Enrique Soler                | 18 | 14 | 4  | 1504 | 1347 | 157  | 32     |
| 2 | CB Marbella                      | 18 | 14 | 4  | 1309 | 1113 | 196  | 32     |
| 3 | Enerdrink UDEA Algeciras         | 18 | 12 | 6  | 1398 | 1163 | 235  | 30     |
| 4 | Benahavís Costa del Sol          | 18 | 9  | 9  | 1420 | 1468 | -48  | 27     |
| 5 | CB Cazorla Jaén Paraíso Interior | 18 | 8  | 10 | 1405 | 1465 | -60  | 26     |
| 6 | Alba IBS Club Baloncesto Utrera  | 18 | 7  | 11 | 1394 | 1422 | -28  | 25     |
| 7 | Framasa Deportivo Coín           | 18 | 7  | 11 | 1413 | 1442 | -29  | 25     |
| 8 | Krypteia Capital Huelva          | 18 | 7  | 11 | 1317 | 1403 | -86  | 25     |
| 9 | Jaén Paraíso Interior CB Andújar | 18 | 7  | 11 | 1239 | 1298 | -59  | 25     |
| 10 | Oh!tels ULB                      | 18 | 5  | 13 | 1096 | 1374 | -278 | 23     |
| Fuente: Federación Española de Baloncesto: Clasificación de la Liga EBA - Grupo D-A; actualización automática |                                  |    |    |    |      |      |      |        |

##### Grupo D Permanencia
| | Equipo                                     | J  | G  | P  | PF   | PC   | DP   | Puntos |
| --- | ------------------------------------------ | -- | -- | -- | ---- | ---- | ---- | ------ |
| 1 | DKV San Fernando                           | 18 | 15 | 3  | 1428 | 1156 | 272  | 33     |
| 2 | Ecoculture CB Almería                      | 18 | 13 | 5  | 1336 | 1245 | 91   | 31     |
| 3 | Unicaja Andalucía B                        | 18 | 11 | 7  | 1354 | 1292 | 62   | 29     |
| 4 | Muser Auto                                 | 18 | 11 | 7  | 1327 | 1277 | 50   | 29     |
| 5 | CB Novaschool                              | 18 | 9  | 9  | 1296 | 1298 | -2   | 27     |
| 6 | Multiópticas Baza                          | 18 | 9  | 9  | 1357 | 1362 | -5   | 27     |
| 7 | Jaén Paraíso Interior CB Martos Montetucci | 18 | 8  | 10 | 1342 | 1373 | -31  | 26     |
| 8 | Real Betis Energía Plus B                  | 18 | 7  | 11 | 1330 | 1352 | -22  | 25     |
| 9 | Torta del Casar Extremadura B              | 18 | 5  | 13 | 1269 | 1416 | -147 | 23     |
| 10 | CB San Fernando                            | 18 | 2  | 16 | 1135 | 1403 | -268 | 20     |
| Fuente: Federación Española de Baloncesto: Clasificación de la Liga EBA - Grupo D-A; actualización automática |                                            |    |    |    |      |      |      |        |

#### Participantes a la Fase final de la conferencia D
Se clasificaron 3 equipos para disputar la Fase de Ascenso a Liga LEB Plata.
| Bandera de Melilla     | Bandera de Andalucía   | Bandera de Andalucía     |
| CAM Enrique Soler      | CB Marbella            | Enerdrink UDEA Algeciras |
| Clasificado como 1.º D | Clasificado como 2.º D | Clasificado como 3.º D   |
| ---------------------- | ---------------------- | ------------------------ |

### Conferencia E

#### Grupo E-A
| | Equipo                    | J  | G  | P  | PF   | PC   | DP   | Puntos |
| --- | ------------------------- | -- | -- | -- | ---- | ---- | ---- | ------ |
| 1 | Refitel Bàsquet Llíria    | 14 | 13 | 1  | 1101 | 951  | 150  | 27     |
| 2 | Valencia BC B             | 14 | 13 | 1  | 1062 | 951  | 111  | 27     |
| 3 | Guillén Group Alginet     | 14 | 8  | 6  | 1101 | 1015 | 86   | 22     |
| 4 | CB Benicarló              | 14 | 8  | 6  | 1155 | 1099 | 56   | 22     |
| 5 | IPS Aldaia                | 14 | 4  | 10 | 916  | 1045 | -129 | 18     |
| 6 | Power Electronics Paterna | 14 | 4  | 10 | 1011 | 1082 | -71  | 18     |
| 7 | CB Puerto Sagunto         | 14 | 4  | 10 | 999  | 1059 | -60  | 18     |
| 8 | Sonia Bath Godella        | 14 | 2  | 12 | 870  | 1013 | -143 | 16     |
| Fuente: Federación Española de Baloncesto: Clasificación de la Liga EBA - Grupo E-A; actualización automática |                           |    |    |    |      |      |      |        |

#### Grupo E-B
| | Equipo                                | J  | G | P  | PF  | PC   | DP   | Puntos |
| --- | ------------------------------------- | -- | - | -- | --- | ---- | ---- | ------ |
| 1 | Servigroup Benidorm                   | 12 | 9 | 3  | 965 | 892  | 73   | 21     |
| 2 | Angels Vision - UPB Gandía            | 12 | 9 | 3  | 996 | 912  | 84   | 21     |
| 3 | UCAM Murcia Jiffy B                   | 12 | 7 | 5  | 881 | 847  | 34   | 19     |
| 4 | Hero Jairis                           | 12 | 7 | 5  | 940 | 889  | 51   | 19     |
| 5 | Sha Wellness Clinic L'Alfàs           | 12 | 5 | 7  | 962 | 949  | 13   | 17     |
| 6 | UPCT Basket Cartagena                 | 12 | 5 | 7  | 905 | 967  | -62  | 17     |
| 7 | Cartago Telecom Estudiantes Cartagena | 12 | 0 | 12 | 849 | 1042 | -193 | 12     |
| Fuente: Federación Española de Baloncesto: Clasificación de la Liga EBA - Grupo E-B; actualización automática |                                       |    |   |    |     |      |      |        |

#### Segunda fase

##### Grupo E Clasificación
| | Equipo                     | J  | G  | P  | PF   | PC   | DP  | Puntos |
| --- | -------------------------- | -- | -- | -- | ---- | ---- | --- | ------ |
| 1 | Angels Vision - UPB Gandía | 14 | 12 | 2  | 1136 | 1022 | 114 | 26     |
| 2 | CB Benicarló               | 14 | 9  | 5  | 1054 | 1018 | 36  | 23     |
| 3 | Hero Jairis                | 14 | 8  | 6  | 1027 | 1046 | -19 | 22     |
| 4 | Servigroup Benidorm        | 14 | 7  | 7  | 1074 | 1100 | -26 | 21     |
| 5 | UCAM Murcia Jiffy B        | 14 | 6  | 8  | 1067 | 1062 | 5   | 20     |
| 6 | Refitel Bàsquet Llíria     | 14 | 6  | 8  | 972  | 1025 | -53 | 20     |
| 7 | Valencia BC B              | 14 | 4  | 10 | 1056 | 1071 | -15 | 18     |
| 8 | Guillén Group Alginet      | 14 | 4  | 10 | 1053 | 1095 | -42 | 18     |
| Fuente: Federación Española de Baloncesto: Clasificación de la Liga EBA - Grupo E-Clasificación; actualización automática |                            |    |    |    |      |      |     |        |

##### Grupo E Permanencia
| | Equipo                                | J  | G | P  | PF  | PC   | DP   | Puntos |
| --- | ------------------------------------- | -- | - | -- | --- | ---- | ---- | ------ |
| 1 | Sha Wellness Clinic L'Alfàs           | 12 | 9 | 3  | 985 | 945  | 40   | 21     |
| 2 | Power Electronics Paterna             | 12 | 9 | 3  | 970 | 814  | 156  | 21     |
| 3 | Sonia Bath Godella                    | 12 | 8 | 4  | 859 | 798  | 61   | 20     |
| 4 | IPS Aldaia                            | 12 | 7 | 5  | 854 | 785  | 69   | 19     |
| 5 | UPCT Basket Cartagena                 | 12 | 6 | 6  | 842 | 804  | 38   | 18     |
| 6 | CB Puerto Sagunto                     | 12 | 2 | 10 | 756 | 903  | -147 | 14     |
| 7 | Cartago Telecom Estudiantes Cartagena | 12 | 1 | 11 | 827 | 1044 | -217 | 13     |
| Fuente: Federación Española de Baloncesto: Clasificación de la Liga EBA - Grupo E-Permanencia; actualización automática |                                       |    |   |    |     |      |      |        |

#### Participantes a la Fase final de la conferencia E
Se clasificaron 3 equipos para disputar la Fase de Ascenso a Liga LEB Plata.
| Bandera de la Comunidad Valenciana | Bandera de la Comunidad Valenciana | Bandera de la Región de Murcia |
| Angels Vision - UPB Gandía         | CB Benicarló                       | Hero Jairis                    |
| Clasificado como 1.º E             | Clasificado como 2.º E             | Clasificado como 3.º E         |
| ---------------------------------- | ---------------------------------- | ------------------------------ |

## Fase final
Los 16 equipos clasificados fueron divididos en dos grupos (A y B) con dos subgrupos de cuatro equipos cada uno. La organizacción de la Fases Finales de la Liga EBA fue asignada a las sedes en Ponferrada y Algeciras. 
El ganador de cada subgrupo ascendió a LEB Plata. Los cuatro segundos jugaron una repesca para definir los otros dos ascensos.

### Grupo A (Ponferrada)

#### Subgrupo 1
| Pos | Grp | Equipo                                         | PJ | G | P | PF  | PC  | +/- | Pts | Ascenso              |
| --- | --- | ---------------------------------------------- | -- | - | - | --- | --- | --- | --- | -------------------- |
| 1 | 1A  | Bierzo Fitness Dentomedic Ciudad de Ponferrada | 3  | 3 | 0 | 249 | 223 | 26  | 6   | Asciende a LEB Plata |
| 2 | 2B  | NCS Alcobendas                                 | 3  | 2 | 1 | 225 | 210 | 15  | 5   | Repesca              |
| 3 | 2D  | CB Marbella                                    | 3  | 1 | 2 | 209 | 229 | -20 | 4   |                      |
| 4 | 3E  | Hero Jairis                                    | 3  | 0 | 3 | 208 | 229 | -21 | 3   |                      |
| Fuente: Federación Española de Baloncesto: Clasificación Fase Final - Grupo 1A; actualización automática |     |                                                |    |   |   |     |     |     |     |                      |

| 16 de mayo de 2019 | CB Marbella | 66–75        | NCS Alcobendas |  |
|                    |             |              |                |  |
|                    |             | Estadísticas |                |  |

| 16 de mayo de 2019 | Bierzo Fitness Dentomedic Ciudad de Ponferrada | 83–76        | Hero Jairis |  |
|                    |                                                |              |             |  |
|                    |                                                | Estadísticas |             |  |

| 17 de mayo de 2019 | CB Marbella | 72–66        | Hero Jairis |  |
|                    |             |              |             |  |
|                    |             | Estadísticas |             |  |

| 17 de mayo de 2019 | Bierzo Fitness Dentomedic Ciudad de Ponferrada | 78–76        | NCS Alcobendas |  |
|                    |                                                |              |                |  |
|                    |                                                | Estadísticas |                |  |

| 18 de mayo de 2019 | Hero Jairis | 66–74        | NCS Alcobendas |  |
|                    |             |              |                |  |
|                    |             | Estadísticas |                |  |

| 18 de mayo de 2019 | Bierzo Fitness Dentomedic Ciudad de Ponferrada | 88–71        | CB Marbella |  |
|                    |                                                |              |             |  |
|                    |                                                | Estadísticas |             |  |

#### Subgrupo 2
| Pos | Grp | Equipo                            | PJ | G | P | PF  | PC  | +/- | Pts | Ascenso              |
| --- | --- | --------------------------------- | -- | - | - | --- | --- | --- | --- | -------------------- |
| 1 | 2C  | Ilerdauto Nissan Pardinyes Lleida | 3  | 3 | 0 | 262 | 232 | 30  | 6   | Asciende a LEB Plata |
| 2 | 2E  | CB Benicarló                      | 3  | 2 | 1 | 237 | 232 | 5   | 5   | Repesca              |
| 3 | 1B  | Gran Canaria B                    | 3  | 1 | 2 | 222 | 239 | -17 | 4   |                      |
| 4 | 4A  | Ucoga Seguros CB Chantada         | 3  | 0 | 3 | 218 | 236 | -18 | 3   |                      |
| Fuente: Federación Española de Baloncesto: Clasificación Fase Final - Grupo 2A; actualización automática |     |                                   |    |   |   |     |     |     |     |                      |

| 16 de mayo de 2019 | Gran Canaria B | 73–90        | Ilerdauto Nissan Pardinyes Lleida |  |
|                    |                |              |                                   |  |
|                    |                | Estadísticas |                                   |  |

| 16 de mayo de 2019 | Ucoga Seguros CB Chantada | 72–75        | CB Benicarló |  |
|                    |                           |              |              |  |
|                    |                           | Estadísticas |              |  |

| 17 de mayo de 2019 | Gran Canaria B | 69–82        | CB Benicarló |  |
|                    |                |              |              |  |
|                    |                | Estadísticas |              |  |

| 17 de mayo de 2019 | Ilerdauto Nissan Pardinyes Lleida | 81–79        | Ucoga Seguros CB Chantada |  |
|                    |                                   |              |                           |  |
|                    |                                   | Estadísticas |                           |  |

| 18 de mayo de 2019 | CB Benicarló | 80–91        | Ilerdauto Nissan Pardinyes Lleida |  |
|                    |              |              |                                   |  |
|                    |              | Estadísticas |                                   |  |

| 18 de mayo de 2019 | Ucoga Seguros CB Chantada | 67–80        | Gran Canaria B |  |
|                    |                           |              |                |  |
|                    |                           | Estadísticas |                |  |

### Grupo B (Algeciras)

#### Subgrupo 3
| Pos | Grp | Equipo                   | PJ | G | P | PF  | PC  | +/- | Pts | Ascenso              |
| --- | --- | ------------------------ | -- | - | - | --- | --- | --- | --- | -------------------- |
| 1 | 3D  | Enerdrink UDEA Algeciras | 3  | 2 | 1 | 233 | 217 | 16  | 5   | Asciende a LEB Plata |
| 2 | 3B  | Movistar Estudiantes B   | 3  | 2 | 1 | 219 | 202 | 17  | 5   | Repesca              |
| 3 | 2A  | Megacalzado Ardoi        | 3  | 1 | 2 | 192 | 208 | -16 | 4   |                      |
| 4 | 1C  | Ibersol CB Tarragona     | 3  | 1 | 2 | 223 | 240 | -17 | 4   |                      |
| Fuente: Federación Española de Baloncesto: Clasificación Fase Final - Grupo 3B; actualización automática |     |                          |    |   |   |     |     |     |     |                      |

| 16 de mayo de 2019 | Ibersol CB Tarragona | 62–71        | Megacalzado Ardoi |  |
|                    |                      |              |                   |  |
|                    |                      | Estadísticas |                   |  |

| 16 de mayo de 2019 | Enerdrink UDEA Algeciras | 69–68        | Movistar Estudiantes B |  |
|                    |                          |              |                        |  |
|                    |                          | Estadísticas |                        |  |

| 17 de mayo de 2019 | Movistar Estudiantes B | 84–72        | Ibersol CB Tarragona |  |
|                    |                        |              |                      |  |
|                    |                        | Estadísticas |                      |  |

| 17 de mayo de 2019 | Enerdrink UDEA Algeciras | 79–60        | Megacalzado Ardoi |  |
|                    |                          |              |                   |  |
|                    |                          | Estadísticas |                   |  |

| 18 de mayo de 2019 | Megacalzado Ardoi | 61–67        | Movistar Estudiantes B |  |
|                    |                   |              |                        |  |
|                    |                   | Estadísticas |                        |  |

| 18 de mayo de 2019 | Ibersol CB Tarragona | 89–85        | Enerdrink UDEA Algeciras |  |
|                    |                      |              |                          |  |
|                    |                      | Estadísticas |                          |  |

#### Subgrupo 4
| Pos | Grp | Equipo                     | PJ | G | P | PF  | PC  | +/- | Pts | Ascenso              |
| --- | --- | -------------------------- | -- | - | - | --- | --- | --- | --- | -------------------- |
| 1 | 3A  | UBU Tizona                 | 3  | 2 | 1 | 210 | 179 | 31  | 5   | Asciende a LEB Plata |
| 2 | 3C  | Monbus CB Igualada         | 3  | 2 | 1 | 233 | 227 | 6   | 5   | Repesca              |
| 3 | 1D  | CAM Enrique Soler          | 3  | 2 | 1 | 212 | 222 | -10 | 5   |                      |
| 4 | 1E  | Angels Vision - UPB Gandía | 3  | 0 | 3 | 211 | 238 | -27 | 3   |                      |
| Fuente: Federación Española de Baloncesto: Clasificación Fase Final - Grupo B; actualización automática |     |                            |    |   |   |     |     |     |     |                      |

| 16 de mayo de 2019 | Angels Vision - UPB Gandía | 60–79        | UBU Tizona |  |
|                    |                            |              |            |  |
|                    |                            | Estadísticas |            |  |

| 16 de mayo de 2019 | CAM Enrique Soler | 86–81        | Monbus CB Igualada |  |
|                    |                   |              |                    |  |
|                    |                   | Estadísticas |                    |  |

| 17 de mayo de 2019 | Monbus CB Igualada | 77–72        | Angels Vision - UPB Gandía |  |
|                    |                    |              |                            |  |
|                    |                    | Estadísticas |                            |  |

| 17 de mayo de 2019 | CAM Enrique Soler | 44–62        | UBU Tizona |  |
|                    |                   |              |            |  |
|                    |                   | Estadísticas |            |  |

| 18 de mayo de 2019 | Angels Vision - UPB Gandía | 79–82        | CAM Enrique Soler |  |
|                    |                            |              |                   |  |
|                    |                            | Estadísticas |                   |  |

| 18 de mayo de 2019 | UBU Tizona | 69–75        | Monbus CB Igualada |  |
|                    |            |              |                    |  |
|                    |            | Estadísticas |                    |  |

### Repesca
| Equipo 1               | Resultado | Equipo 2           |
| ---------------------- | --------- | ------------------ |
| NCS Alcobendas         | 84-61     | CB Benicarló       |
| Movistar Estudiantes B | 54-48     | Monbus CB Igualada |

| 19 de mayo de 2019 | NCS Alcobendas | 84–61        | CB Benicarló |  |
|                    |                |              |              |  |
|                    |                | Estadísticas |              |  |

| 19 de mayo de 2019 | Movistar Estudiantes B | 54–48        | Monbus CB Igualada |  |
|                    |                        |              |                    |  |
|                    |                        | Estadísticas |                    |  |

Los equipos Movistar Estudiantes y NCS Alcobendas que consiguieron el ascenso deportivo, renunciaron a participar en la temporada 2019-20 en la liga LEB Plata.

## Postemporada
Ascendieron a LEB Plata:
- Ilerdauto Nissan Pardinyes Lleida (Campeones).
- Bierzo Fitness Dentomedic Ciudad de Ponferrada (Subcampeones).
- UBU Tizona.
- Enerdrink UDEA Algeciras.
- Gran Canaria B (al ocupar vacantes).
- CB Marbella (al ocupar vacantes).
- CB Benicarló (al ocupar vacantes).
- (  NCS Alcobendas y  Movistar Estudiantes B renunciaron al ascenso).[4]

Descendieron de LEB Plata:
- Quesería La Antigua CB Tormes.
- CB Vic - Universitat de Vic.
- Ávila Auténtica - Carrefour El Bulevar.
- Baskonia B (renunció a la LEB Plata al intercambiar su plaza con el  Círculo Gijón).[5]
- Isover Basket Azuqueca (renunció a la LEB Plata al intercambiar su plaza con el  JAFEP Fundación Globalcaja La Roda).
- (  CB Extremadura Plasencia renunció también a la Liga EBA y se inscribió en Primera División).
- (  JAFEP Fundación Globalcaja La Roda y   Círculo Gijón continuaron en la LEB Plata al ocupar vacantes).[5]

Descendieron a Primera División:
| - Ordizia-Basoa Banaketak. - Agustinos Leclerc. - Instituto Rosalía de Castro. - Baloncesto Narón. - Eurocolegio Casvi. - Novum Energy Liceo Francés. - Club Baloncesto Aridane. |  | - Autocares Rodríguez Daimiel. - CB Castellbisbal. - Vive - El Masnou Basquetbol. - CB Salt. - Coalci - CB Sant Josep. - UPCT Basket Cartagena. |

- (  CB Solares,  Universidad de Valladolid,  Goierri - Iparragirre 2020,  CB San Fernando,  Torta del Casar Extremadura,
 Real Betis Energía Plus B,  Cartago Telecom Estudiantes Cartagena y  CB Puerto Sagunto no descendieron al ocupar vacantes).

Renunciaron a la Liga EBA:
- Liberbank Oviedo Baloncesto B.
- Multiópticas Baza.
- Muser Auto.
- Framasa Deportivo Coín.

Ascendieron desde Primera División:
| - Obradoiro Silleda B. - Calvo Basket Xiria. - Manteneo Filipenses. - Ulacia Zarautz. - Tabirako Baqué. - Baloncesto Alcalá. - Distrito Olímplico. |  | - CB Agüimes. - Tobarra CB. - Maristes Ademar. - AE Badalonès. - Càmping Bianya Roser. - Patria Hispana Seguros Almozara. - CP Mijas Quabit. |  | - CB La Zubia. - Rus CB Ciudad de Dos Hermanas. - AD Plasencia Basket. - Picken Claret. - CB Ifach Calpe. - Tau Castelló B. - CB Tabernes Blanques. |

- (  CB Cambre,  RGC Covadonga,   CDE Baloncesto Bezana,   Iraurgi SB B,  AD Basket 4Life y
 Baloncesto Ciudad de Badajoz,  AD Infante  renunciaron al ascenso).

La Liga EBA alcanzaría los 109 equipos en la siguiente temporada.